# Галеријев едикт о толеранцији
Галеријев едикт о толеранцији је назив за документ кога је издао цар Галерије 30. априла 311. године у Никомедији, као један од тетрарха тадашњег Римског царства. Овим документом је хришћанима по први пут призната слобода вјероисповјести, односно званично прекинути њихови прогони. 
Галерије је пре тога, био познат као један од најватренијих прогонитеља хришћана, а посебно се истакао у током прогона за време цара Диоклецијана. Галерије је едикт дао непосредно пре своје смрти, у време док је био мучен тешком болешћу. Хришћански апологети, а посебно Лактанције, су едикт протумачили као хришћанску победу, односно последицу гриже савести и страха од Божје казне.
Савремени историчари, међутим, сматрају да је Галерије био вођен пре свега политичким мотивима, односно спознајом да је хришћанство постало превише снажно, поготово у богатим источним провинцијама под његовом влашћу, те да би подршка или барем неутралан став хришћана, могао бити користан у евентуалним обрачуну са другим владарима тетрархије. У сваком случају, Галерије својим едиктом Хришћанима није дао повлашћен положај, већ им је само омогућио вођење обреда у својим кућама и црквама "под условом да не крше јавни мир", изједначивши их тако са Јеврејима.
Едикт, међутим, није заживео. Галеријев наследник Максимин Даја га је одмах опозвао и поновно отпочео прогоне, који ће бити обустављени тек с Миланским едиктом 313. године.